# Halle-mairie de Longages
La halle-mairie de Longages est située dans le département de la Haute-Garonne en France sur la commune de Longages.

## Localisation
La halle-mairie se situe au centre du village de Longages place du Village.

## Description
La halle-mairie est un édifice d'architecture traditionnelle réalisée en béton.

## Histoire
La halle-mairie a été construite en 1907 par François Hennebique d'après les plans de l'ingénieur Bouchet Pierre. En 2000 elle abrite la bibliothèque municipale.
Elle est inscrite au titre des monuments historiques par arrêté du 3 février 1999.